# Effet Oberth
Ne pas confondre avec l'effet de fronde gravitationnelle.
L'effet Oberth est un phénomène de mécanique gravitationnelle par lequel une fusée gagne de l'énergie lorsqu'elle tombe dans un puits gravitationnel ; en astronautique, il permet la manœuvre d'Oberth, une technique où la fusée se laisse tomber dans le puits et accélère lorsqu'elle atteint la vitesse maximale de sa chute,. La manœuvre produit de l'énergie cinétique plus efficacement que l'application de la même impulsion en dehors du champ gravitationnel. En pratique, il en découle que le moment le plus efficace en énergie pour allumer les moteurs d'un vaisseau spatial est au point le plus bas, la périapside, où sa vélocité orbitale (et donc son énergie cinétique) est maximale. Dans certains cas, il est même profitable de dépenser du propergol pour ralentir le vaisseau de façon à le faire tomber dans le puits gravitationnel et profiter de l'effet Oberth. L'effet physique et la manœuvre sont nommés en l'honneur d'Hermann Oberth, physicien allemand fondateur du vol spatial, qui l'a décrit dès 1927.
L'effet Oberth est le plus fort au point de l'orbite nommé périapside, où le potentiel gravitationnel est le plus bas et la vitesse est la plus haute. Allumer un moteur fusée à haute vitesse produit un changement d'énergie cinétique plus grand qu'à vitesse basse ; comme le véhicule ne reste près de la périapside que peu de temps, pour que la manœuvre d'Oberth soit aussi efficace que possible, le vaisseau doit pouvoir produire autant d’impulsion que possible en un laps de temps aussi court que possible. Ainsi, l'effet Oberth est utile pour les moteurs délivrant une forte poussée durant un laps de temps bref comme les moteurs-fusées à ergols liquides, et moins pour des moteurs à faible poussée comme les moteurs ioniques, qui ont besoin de beaucoup de temps pour produire un changement de vitesse. L'effet Oberth est aussi à la base du comportement des fusées à étages multiples, dont le dernier étage peut produire bien davantage d'énergie cinétique que la somme de l'énergie potentielle chimique des propergols qu'elle emporte.
L'effet ne viole pas la loi de la conservation de l'énergie : l'effet Oberth survient parce que le propergol détient davantage d'énergie du fait de son énergie cinétique plus élevée, additionnée à son énergie potentielle chimique:204. Le véhicule peut utiliser cette énergie cinétique pour produire davantage de puissance mécanique.

## Description

### Explication en termes de travail mécanique
Les moteurs-fusées produisent la même force quelle que soit leur vélocité. Une fusée agissant sur un objet fixe, comme c'est le cas lors des tests au sol, ne fournit aucun travail : l'énergie emmagasinée dans la fusée est entièrement dépensée à accélérer la masse de réaction (c'est-à-dire la matière projetée en arrière par la tuyère). En revanche, lorsque la fusée bouge, sa poussée se fait sentir sur toute la distance qu'elle parcourt, selon la définition du travail d'une force ; ainsi, plus la fusée et sa charge utile se déplacent pendant la poussée, plus l'énergie cinétique est acquise par le vaisseau plutôt que par la masse de réaction.
Le travail mécanique appliqué à la fusée, {\displaystyle W}, se définit comme le produit scalaire de la force produite par la poussée du moteur, {\displaystyle {\overrightarrow {F}}}, et la distance parcourue pendant la poussée, {\displaystyle {\overrightarrow {s}}}.
{\displaystyle W={\overrightarrow {F}}\cdot {\overrightarrow {s}}}
Si la poussée est rétrograde, {\displaystyle {\overrightarrow {F}}\cdot {\overrightarrow {s}}=\|F\|\cdot \|s\|}, et il en découle que tout le travail se traduit en changement d'énergie cinétique, {\displaystyle \Delta E_{k}}, ce qui donne :
{\displaystyle \Delta E_{k}=F\cdot s}
En dérivant par rapport au temps, on obtient :
{\displaystyle {\frac {\mathrm {d} E_{k}}{\mathrm {d} t}}=F\cdot {\frac {\mathrm {d} s}{\mathrm {d} t}}}
ou
{\displaystyle {\frac {\mathrm {d} E_{k}}{\mathrm {d} t}}=F\cdot v}
où {\displaystyle v} est la vélocité. En divisant par la masse instantanée {\displaystyle m} pour exprimer le terme en fonction de l'énergie spécifique ({\displaystyle e_{k}}), on obtient
{\displaystyle {\frac {\mathrm {d} e_{k}}{\mathrm {d} t}}={\frac {F}{m}}\cdot v=a\cdot v}
où {\displaystyle a} est le vecteur de l'accélération propre.
On voit ainsi clairement que le taux de gain d'énergie spécifique pour chaque partie de la fusée est proportionnel à la vitesse, et partant de là, que l'équation peut s'intégrer pour calculer l'augmentation totale d'énergie spécifique de la fusée. Toutefois, la durée de la poussée est en pratique tellement brève que l'intégration est souvent inutile. 
Par exemple, pour un véhicule qui tombe vers une périapside sur une orbite quelconque (orbite elliptique ou trajectoire parabolique), la vélocité relative au corps central augmente. Une brève poussée prograde du moteur (une impulsion) à la périapside augmente la vélocité autant qu'à tout autre moment ({\displaystyle \Delta v}). En revanche, comme l'énergie cinétique du véhicule est fonction du carré de sa vitesse, l'augmentation de vélocité a un effet non linéaire sur l'énergie cinétique du vaisseau, ce qui lui confère une énergie supérieure à celle qu'il aurait gagnée à tout autre moment.
On pourrait croire que la fusée gagne de l'énergie venue de nulle part, ce qui violerait la conservation de l'énergie ; mais comme tous les gains d'énergie cinétique de la fusée se compensent par une diminution relative de l'énergie cinétique de la masse de réaction (l'énergie cinétique de la masse de réaction augmente toujours, mais moins).:204
Aux très hautes vitesses, la puissance mécanique communiquée à la fusée peut devenir supérieure à la puissance libérée dans la combustion du propergol ; là aussi, on pourrait croire que cela viole la conservation de l'énergie, mais les propergols d'une fusée en déplacement rapide contiennent non seulement leur énergie potentielle chimique, mais aussi leur propre énergie cinétique, qui dépasse la composante chimique de l'énergie au-delà de quelques km/s. Quand les ergols sont brûlés, une partie de cette énergie cinétique est transmise à la fusée avec une partie de l'énergie chimique relâchée par la combustion. Cela compense en partie la très basse efficacité des stades initiaux du vol de la fusée, lorsqu'elle ne bouge que lentement. L'essentiel du travail fourni par la fusée dans les premiers stades du vol est "investi" dans l'énergie cinétique du propergol non encore brûlé, et dont une partie se dégage ultérieurement quand il est utilisé.

### Impulsion de poussée
Bien qu'on puisse écrire l'intégrale de l'équation d'énergie ci-dessus, soit exactement soit par approximation numérique, les poussées brèves des moteurs-fusées à proximité de la périapside ou ailleurs se modélisent d'habitude comme des impulsions, où la force du moteur rend négligeable toutes les autres forces qui pourraient changer l'énergie du véhicule pendant la poussée.
Si une impulsion de Δv se produit à la périapside dans une orbite parabolique, où la vélocité à la périapside avant la poussée est par définition égale à la vitesse de libération(Vesc), l'énergie spécifique après la poussée est :
{\displaystyle {\begin{aligned}e_{k}&={\frac {1}{2}}V^{2}\\[4pt]&={\frac {1}{2}}(V_{\text{esc}}+\Delta v)^{2}\\[4pt]&={\frac {1}{2}}V_{\text{esc}}^{2}+\Delta vV_{\text{esc}}+{\frac {1}{2}}\Delta v^{2}\end{aligned}}}
où {\displaystyle V=V_{\text{esc}}+\Delta v}
Lorsque le véhicule quitte le champ de gravité, la perte d'énergie cinétique spécifique est :
{\displaystyle {\frac {1}{2}}V_{\text{esc}}^{2}}
de sorte qu'il garde l'énergie :
{\displaystyle \Delta vV_{\text{esc}}+{\frac {1}{2}}\Delta v^{2}}
qui dépasse l'énergie d'une poussée hors du champ gravitationnel ({\displaystyle {\frac {1}{2}}\Delta v^{2}}) d'une différence
{\displaystyle \Delta vV_{\text{esc}}}
On voit facilement que le delta-v effectif de l'impulsion se multiplie par un facteur de
{\displaystyle {\sqrt {1+{\frac {2V_{\text{esc}}}{\Delta v}}}}}
Par exemple, pour une vitesse de libération de 50 km/s et une poussée de 5 km/s, nous obtenons un facteur multiplicatif de  4.6 et un changement de vitesse final de près de 23 km/s.
Le même effet s'observe pour des orbites paraboliques ou hyperboliques.

## Exemple pour une orbite parabolique
Si un véhicule se déplace à une vélocité v au début d'une poussée qui change sa vélocité de Δv, la variation d'énergie orbitale spécifique (EOS) est de 
{\displaystyle v\Delta v+{\frac {1}{2}}(\Delta v)^{2}}
Une fois le véhicule éloigné de la planète, l'EOS est entièrement cinétique, puisque la composante gravitationnelle de l'énergie tend vers zéro. Ainsi, plus v est grand au moment de la poussée, plus l'énergie cinétique finale est grande. 
L'effet est d'autant plus prononcé que l'on se rapproche du corps central, ou, plus généralement, plus la poussée survient à un point profond du champ de potentiel gravitationnel, puisque c'est là que la vélocité est la plus élevée.